# Santok

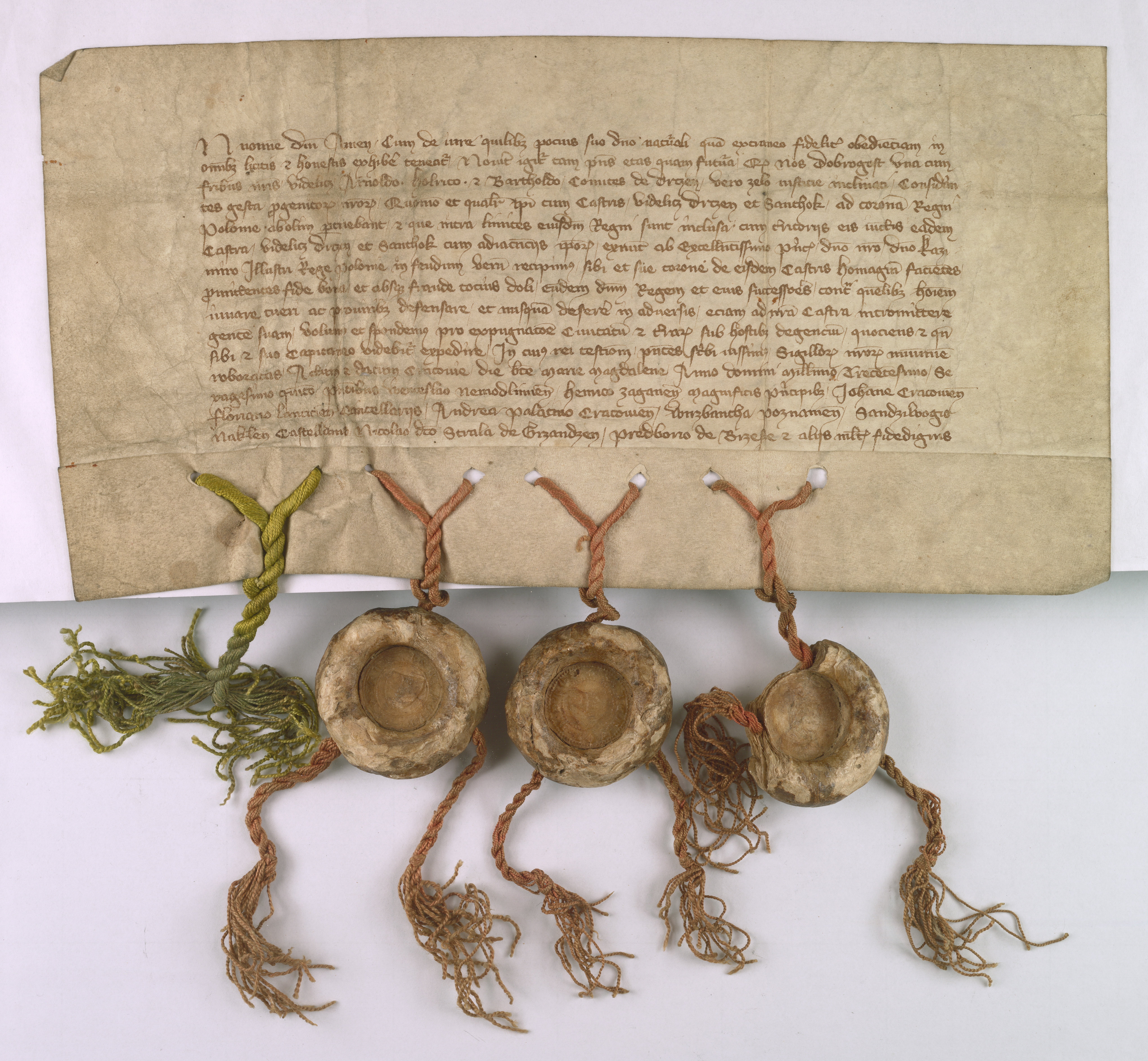
Dobrogost wraz z braćmi, panowie von Osten, dziedzice Drezdenka, składają hołd królowi Kazimierzowi i biorą w lenne posiadanie Drezdenko i Santok 22 lipca 1365 roku

Santok (niem. Zantoch) – wieś w Polsce położona w województwie lubuskim, w powiecie gorzowskim, w gminie Santok.
W latach 1975–1998 miejscowość administracyjnie należała do województwa gorzowskiego, a wcześniej w latach 1950–1975 do województwa zielonogórskiego.
Miejscowość jest siedzibą gminy Santok. Znajduje się tutaj przystań wodna, przystanki PKP i PKS, sklepy różnych branż, ośrodek zdrowia i dom kultury. We wsi znajduje się Muzeum Grodu Santok – Oddział Muzeum Lubuskiego im. Jana Dekerta w Gorzowie Wielkopolskim. Przez Santok prowadzą turystyczne szlaki piesze, rowerowe i wodne.

## Toponimia
Miejscowość pierwotnie związana była z Wielkopolską. Istnieje co najmniej od pierwszej połowy XII wieku. Wymieniona została pod datami 1100–1101 zachowanym w XIV-wiecznym rękopisie jako „Zutok”, 1124 w przymiotniku „Zutochanus”, w 1208 (wg kopii z XVIII w.) „Santog”, 1232 (wg kopii z 1260) „Santhec”, 1233 „Zantok”, 1238 „Santhok”, 1244 „Santok”, 1245 „Zsanthoch”, 1251 „Zuantogh”, 1256 „Zantoch”, 1260 „Sanctoch”, 1278 „Scantociensis”, 1280 „Santoch”, 1288 „Santok”, 1347 „Czantoch”, 1402 „Zandekke”, 1406 „Czantich”, 1407 „Zantog, Santyg”, 1408 „Santig”, 1437 „Zøthog”, 1443 błędnie „Czampter”, ok. 1450 „Tczantoch”, 1451 „Alden-Tzantoch”, 1451 „Czantow”, 1457 „Alden Czantoch”. W okresie III Rzeszy w 1944 nosił nazwę „Zantoch”.
Miejscowość w zlatynizowanej formie Zutok odnotował Gall Anonim w swojej Kronice polskiej spisanej w latach 1112–1116 opisując miejscowość jako strażnica i klucz do królestwa (Zutok regni custodiam et clavem), co zostało uwidocznione w herbie miejscowości.
Nazwa wsi nawiązuje do położenia – staropolski sątok oznacza spływ rzek, w tym przypadku Noteci i Warty. W roku 1154 arabski geograf Al-Idrisi w swoim dziele pt. Księga Rogera zamieścił nazwę S(i)tnu (identyfikowaną przez historyków z Santokiem lub Szczecinem) pośród innych ważnych polskich miast: Krakowa, Gniezna, Sieradza, Wrocławia oraz Łęczycy.
Miejscowość pod nazwą Sanctog zanotowana była po łacinie w dokumencie Przemysła I z 1250 roku wydanym w Gnieźnie. W kolejnym dokumencie z 1256 roku sygnowanym przez tego księcia miejscowość zanotowana została pod obecnie stosowaną nazwą Santok.
Słownik geograficzny Królestwa Polskiego wydany w XIX wieku podaje dwie nazwy polskie miejscowości Santok oraz Sątok, a także zgermanizowaną Zantoch. Oprócz tego podaje również historyczne nazwy wynotowane z dokumentów łacińskich jak Santoc, Szantoch, Suthoc i Zutok. Stanisław Rospond podaje zaś historyczne zapisy nazwy w formach Zutok (1110), Santhoc (1181–1222), Santoch (1252).
Współczesna nazwa została administracyjnie zatwierdzona 7 maja 1946.

## Położenie i warunki geograficzne

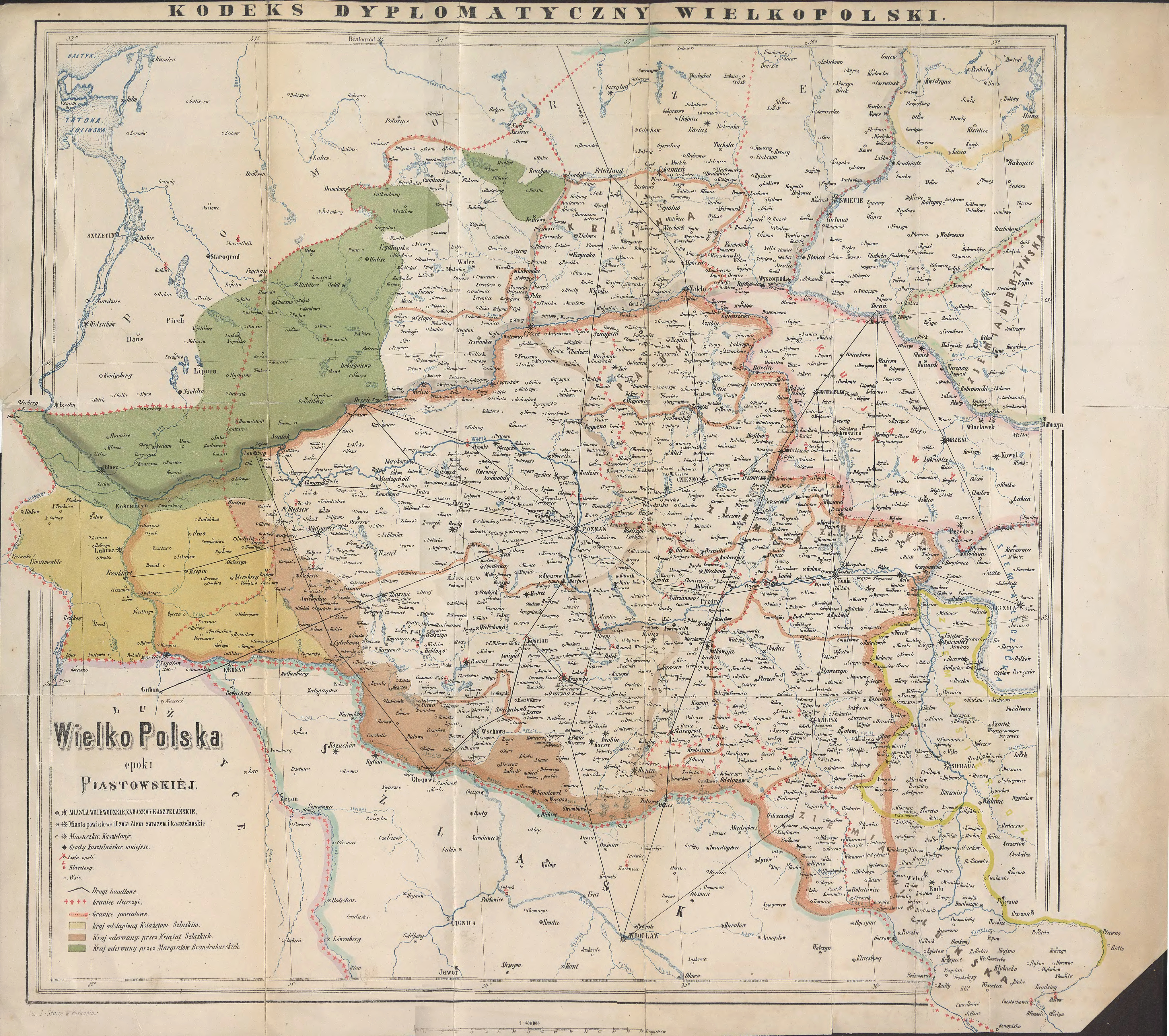
Santok na historycznej mapie Wielkopolski sporządzonej w 1888 roku według danych zaczerpniętych z Kodeksu dyplomatycznego.

Współczesny Santok to duża wieś ulicówka, o długości ponad 3 km. Miejscowość leży u ujścia Noteci do Warty, na wąskiej terasie Pradoliny Toruńsko-Eberswaldzkiej. Od południa ograniczona jest korytami Warty i Noteci, a od północy wysoką krawędzią Równiny Gorzowskiej.
Na lewym brzegu Warty zachowało się grodzisko, które jest obecnie niewielkim, zadrzewionym pagórkiem wśród podmokłych łąk. Pierwotnie leżało ono w widłach Warty i Noteci, lecz w czasie katastrofalnej powodzi w 1751 r. Warta zmieniła koryto, tworząc nowe na północ od grodziska. Badania archeologiczne potwierdziły istnienie w tym miejscu 12 warstw osadniczych (VIII – XIV w.).

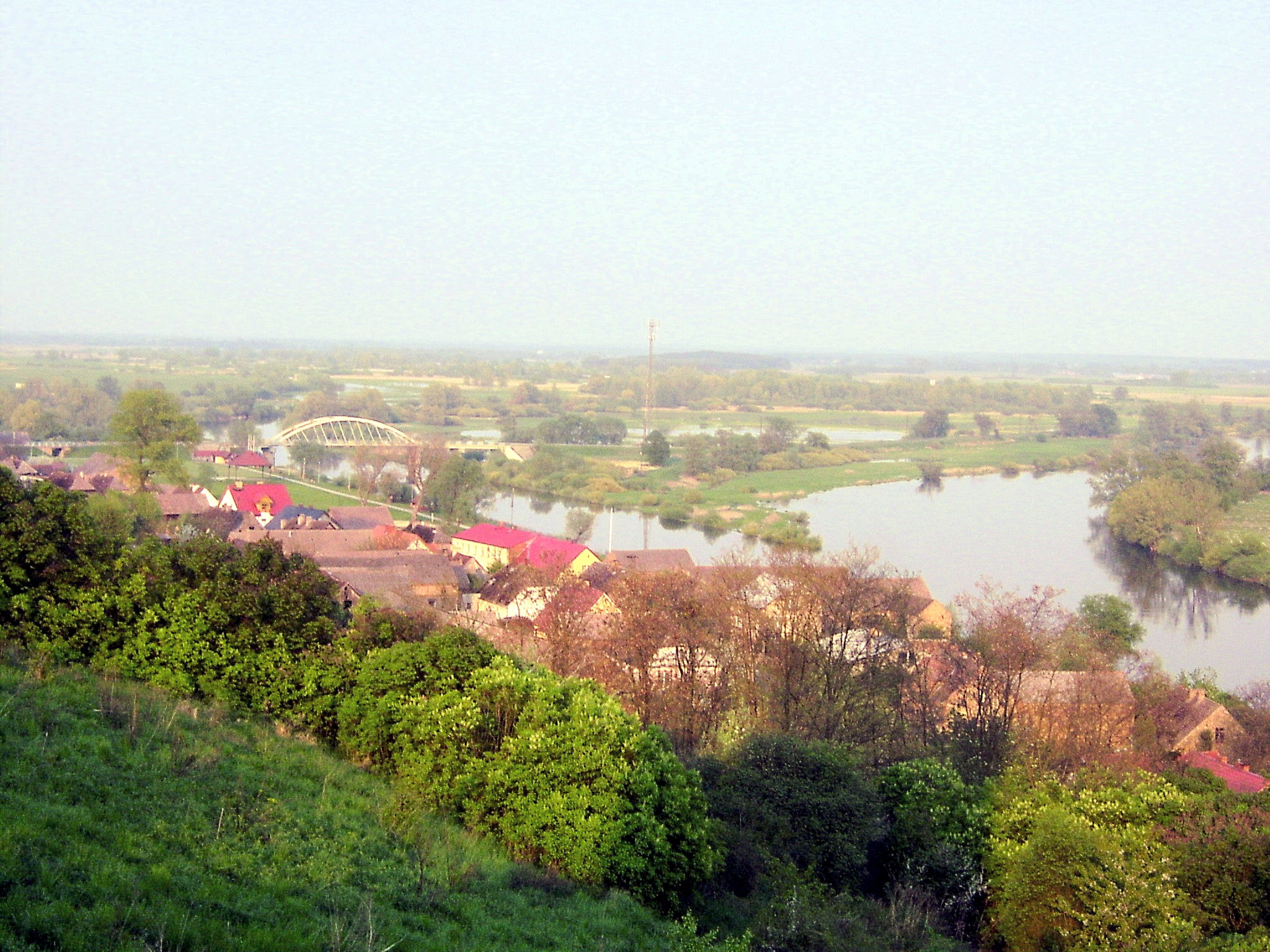
Santok – widok na ujście Noteci do Warty

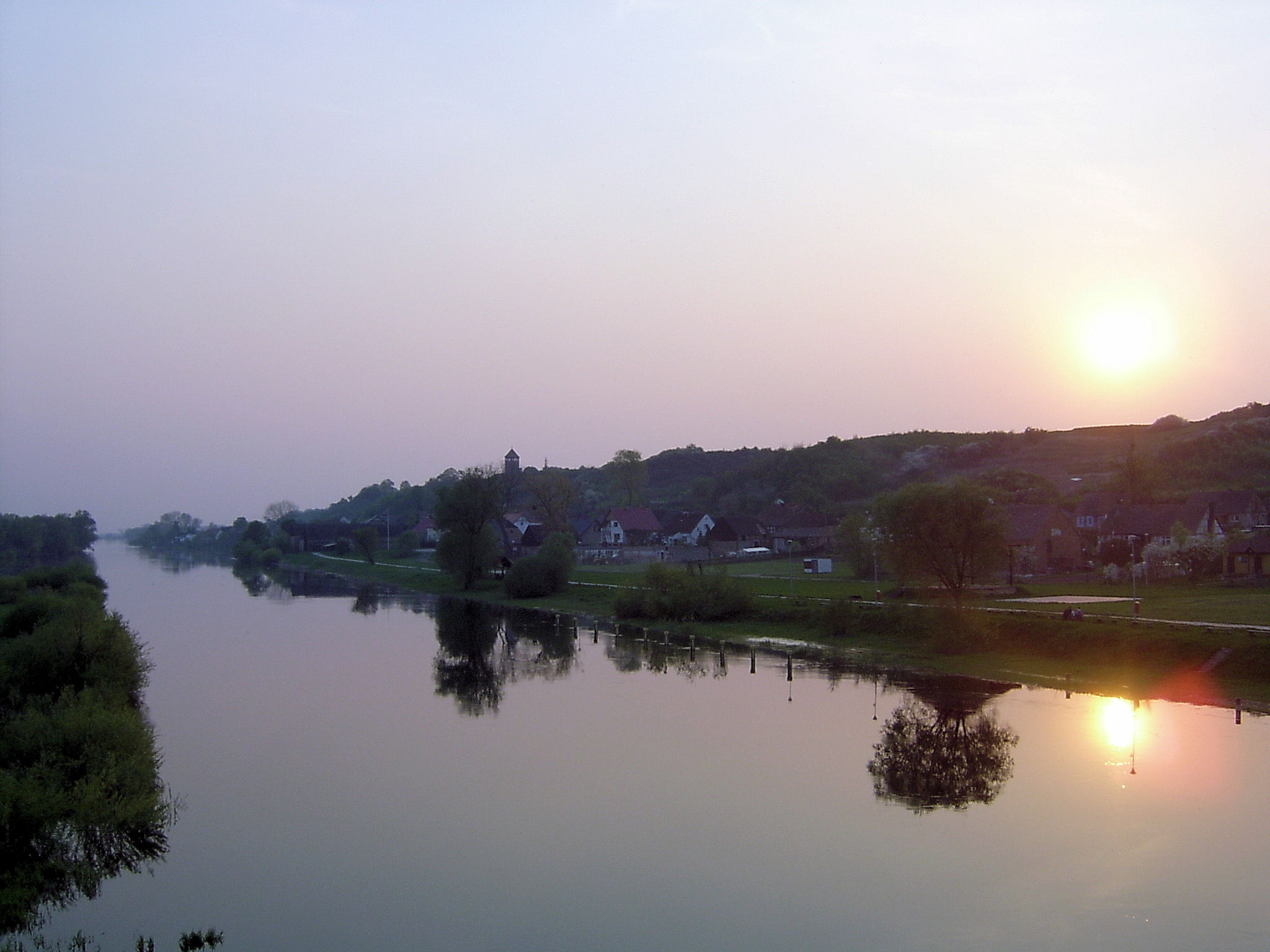
Santok – widok z mostu

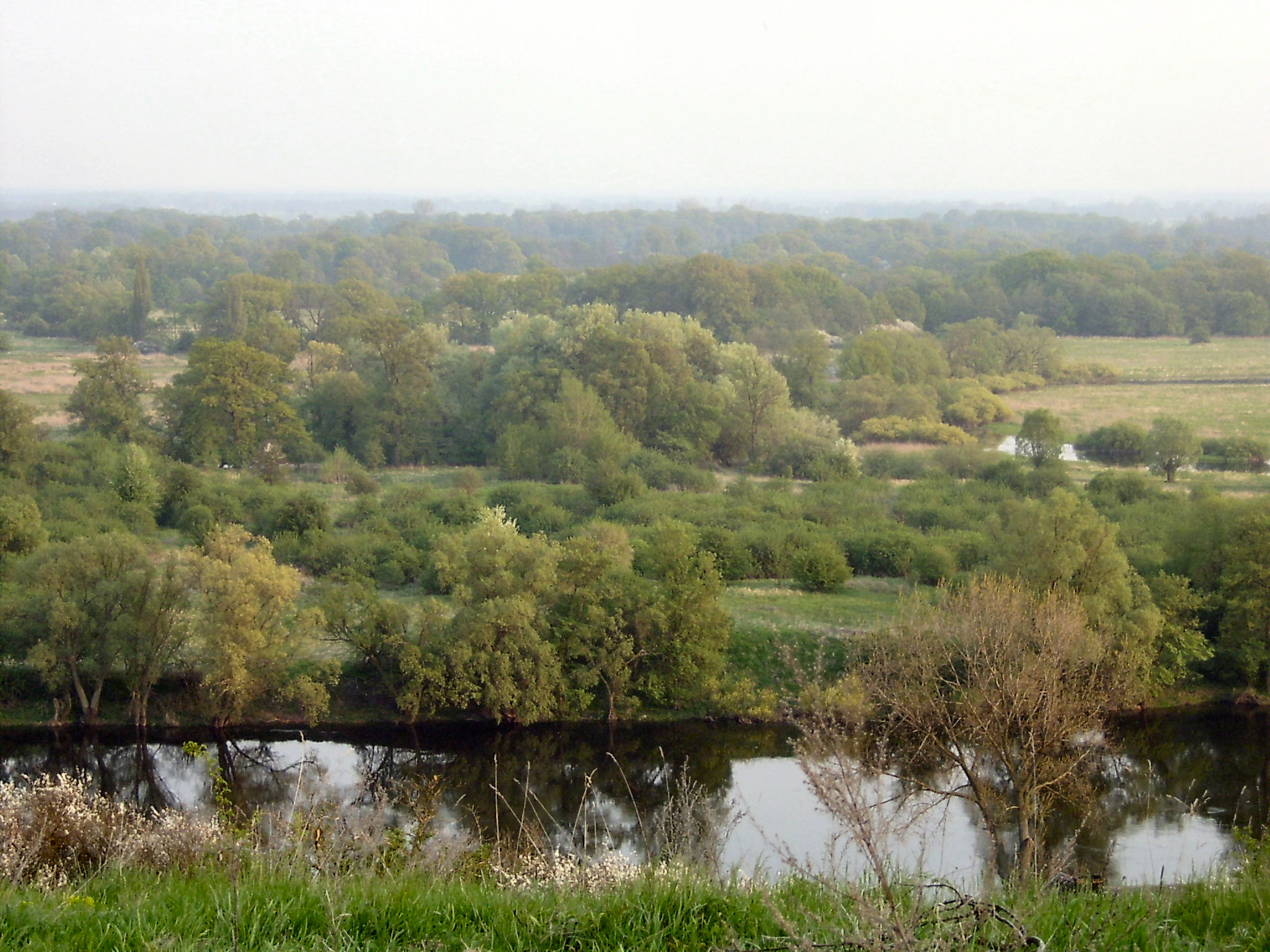
Santok – widok na grodzisko

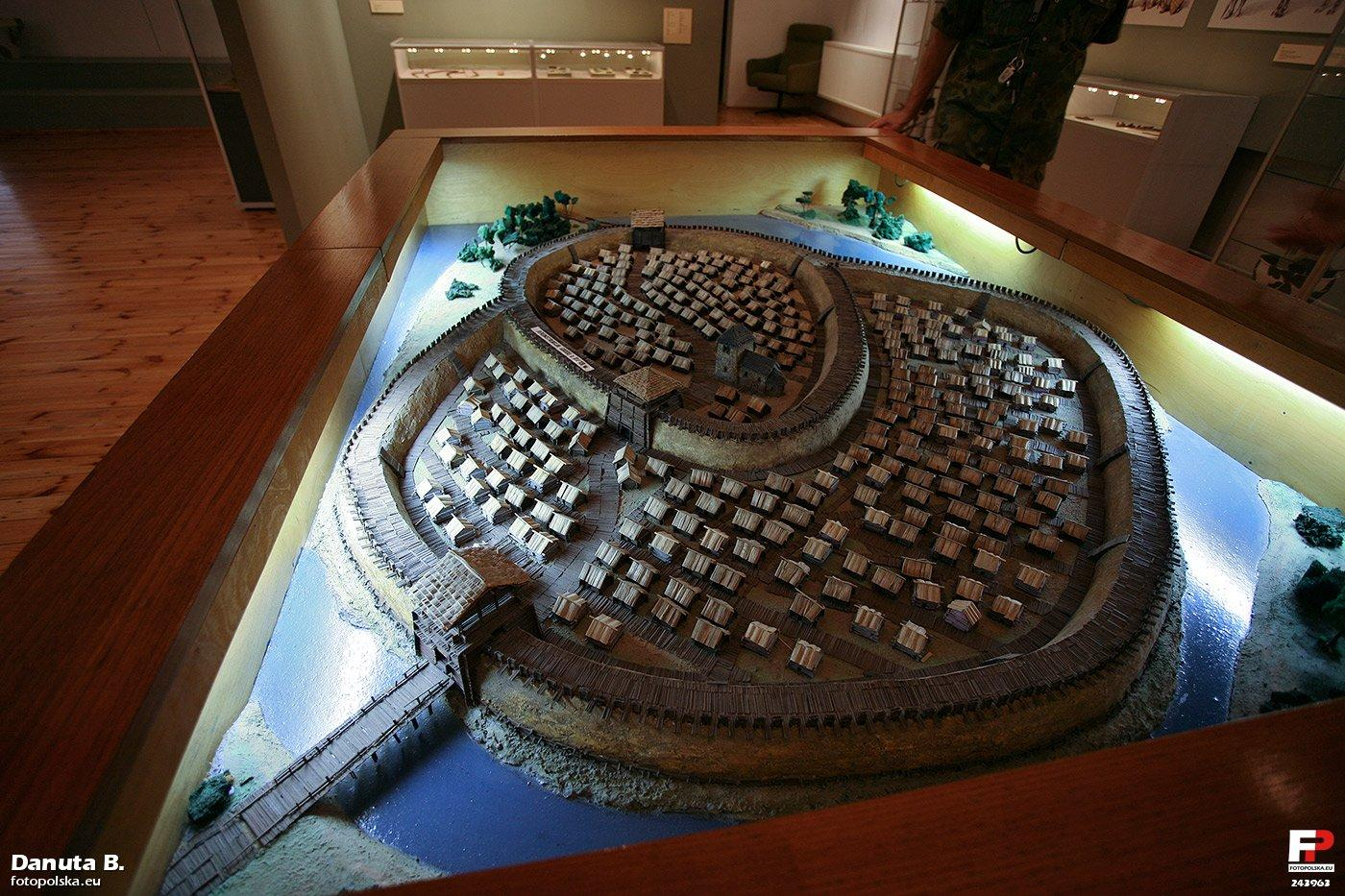
Model grodu w Santoku

## Historia
Miejscowość ma wcześniejszą metrykę niż zachowane o niej archiwalne zapisy. W latach 30. XX wieku  archeolodzy niemieccy oraz w latach 1958–1962 polscy archeolodzy prowadzili badania terenowe, w wyniku których odkryto pierwszy gród datowany szacunkowo na VIII–IX wiek. Miał on średnicę ok. 60 metrów, otoczony był palisadą oraz zabudowany wokół chatami plecionkowymi, a później w IX wieku także chatami o konstrukcji zrębowej. Analiza pozostałości wykazała, że gród kilkukrotnie ulegał pożarom. Na odkrytym stanowisku archeologicznym znaleziono liczne przedmioty codziennego użytku takie jak paciorki szklane i bursztynowe prawdopodobnie służące jako środek płatniczy. Odnaleziono również liczne kości zwierząt hodowlanych, a zwłaszcza świń i bydła oraz szczątki zwierząt dzikich takich jak jeleń, sarna oraz dzik. Z resztek ryb natomiast przeważały szczupaki, a z pozostałości roślinnych proso.
Na miejscu pierwszego grodu znaleziono pozostałości nowszego zbudowanego od nowa lub w wyniku przebudowy starego. Według analizy dendrochronologicznej drewna pobranego z wału podgrodzia ustalono z dokładnością od plus dwóch do minus 9 lat, że zbudowano go z drewna ściętego około 967 roku. Nowy piastowski gród był umocniony szerokimi na kilkanaście metrów wałami drewniano-ziemnymi o średnicy ok. 80 metrów zabudowany wewnątrz chatami zrębowymi. Był on parokrotnie palony pod koniec XI, koniec XII oraz w XIII wieku po czym był odbudowywany oraz powiększany. W końcu XII wieku po kolejnym pożarze zniwelowany został wał wewnętrzny, a w jego miejsce powstało cmentarzysko, które otoczyło relikty budowli kamiennej z XIII wieku będącego prawdopodobnie kościołem grodowym. Z okresu drugiej zabudowy odnaleziono w Santoku liczne przedmioty codziennego użytku oraz paciorki, odważniki, monety i broń.
Gród był przedmiotem walk Polan z Pomorzanami, a później z Brandenburgią. Według historyków nie jest jasne, czy najstarszy gród santocki pochodzący z VIII–X wieku zbudowali Pomorzanie czy Polanie. Zniszczenia spowodowane pożarami są uznawane za dowody ich walk o Santok. Zbudowanie nowego grodu w latach 968-970 oznaczało ustanowienie nad nim zwierzchnictwa piastowskiego. W czasach Mieszka I Santok był ważnym grodem piastowskim o statusie kasztelanii i osadą obronną na granicy Państwa Piastów i Pomorza Zachodniego. W II połowie XI wieku został on spalony i znalazł się przejściowo w rękach Pomorzan. Pod datą 1097 wzmiankował o nim Gall Anonim. Według zapisów w Kronice Galla Anonima ok. 1100 naprzeciw Santoka, który autor określił jako „strażnicę i klucz Królestwa Polskiego (łac. „regni custodia et clavis”), Pomorzanie wznieśli gród, który był tak wysoki oraz tak blisko położony względem niego, że widzieli oni wszystko, co się w Santoku dzieje. Książę wielkopolski Zbigniew przybywszy z wojskiem nie zdołał ich pokonać i dopiero uderzenie Bolesława Krzywoustego, zajęcie mostu oraz pościg doprowadził do bram nowego grodu. Według kronikarza Pomorzanie obawiając się jego utraty mieli go sami zniszczyć oraz opuścić.
W 1124 źródła odnotowały wyprawę misyjną biskupa bamberskiego Ottona na Pomorze. Książę wielkopolski Bolesław III Krzywousty kazał go odprowadzić do najdalszych kresów swego księstwa, do kasztelana santockiego Pawła, który poprowadził go z eskortą 60 rycerzy dalej. Za rzeką Wartą zaś oczekiwał na nich książę pomorski Warcisław i razem w eskorcie 300 zbrojnych udali się oni do Pyrzyc.
W 1208 jeden ze swoich dokumentów wystawił w Santoku książę wielkopolski Władysław Laskonogi, a w 1233 książę Wielkopolski Władysław Odonic. W 1234 Władysław Odonic zawał pokój z księciem śląskim Henrykiem Brodatym oddając mu część Wielkopolski na południe od rzeki Warty wraz z grodem Santokiem i całym obszarem poniżej tego grodu. W 1238 gród zajęli Niemcy, ale w 1239 odzyskał go książę śląski Henryk II Pobożny.
Gród miał średnicę około 240 metrów i zabudowę drewnianą, a na jego terenie mieściła się siedziba archidiakonatu. Po śmierci Bolesława Krzywoustego w 1139 roku gród stracił na znaczeniu, w związku z czym w XIII wieku książę wielkopolski Przemysł I w części starego grodu Mieszka I zbudował mniejszy owalny gród o średnicy 80 m. W latach 1238–1239 gród posiadał przejściowo książę pomorski Barnim I. W 1265 roku gród, będący w posiadaniu Bolesława Pobożnego, zajęli na skutek zdrady władcy Marchii Brandenburskiej z dynastii askańskiej. Po kolejnym zajęciu grodu przez Brandenburczyków w 1270 roku, w 1271 roku Bolesław Pobożny próbował bez powodzenia odzyskać Santok, jednak udało mu się to dopiero w 1278 roku. W 1296 roku zdobyty ponownie przez margrabiów brandenburskich, którzy oddali go w lenno kilku kolejnym rodom rycerskim. W 1365 roku dzierżący gród panowie von Osten (Dobrogost, Arnold, Holryk i Bartold) poddali zamek jako lenno królowi Kazimierzowi Wielkiemu. Po śmierci króla Kazimierza w 1370 roku opanował go Otto IV Hasso von Wedel. Gródek ten w 1397 dostali w zastaw joannici od Zygmunta Luksemburczyka. W 1419 zamek został zdobyty przez wojska polskie. W 1420 roku zamek zdobył i spalił elektor Fryderyk I Hohenzollern, a następnie przekazał go w dzierżawę ponownie joannitom, którzy zbudowali nową murowaną wieżę o boku 5 × 5 m. Gdy Nowa Marchia została sprzedana przez Krzyżaków Brandenburgii w 1454 roku, fortyfikacja na skutek zmiany granicy straciła na znaczeniu militarnym i stała się siedzibą szlachecką. Pomimo utraty Santoka Polska aż do rozbiorów zachowała tytuł kasztelanów santockich (w latach 1231–1793 było ich 61).
Po powodzi w XVIII wieku miejscowość przeniesiono na północny wyższy brzeg rzeki.

### Kalendarium
- VII – VIII w. – pierwszy gród otoczony palisadą,
- poł. X w. – zniszczenie grodu w czasie walk Mieszka I z Pomorzanami,
- X w. – wzniesiono potężne obwarowania rusztowo-skrzyniowe,
- X – XI w. – powstaje umocnione podgrodzie,
- XI w. – na prawym brzegu Noteci Pomorzanie wznoszą gródek z fosą,
- 1097 – pierwsza wzmianka o Santoku w roczniku kapituły gnieźnieńskiej,
- XII w. – w wielkopolskim grodzie znajduje się siedziba kasztelanii, archidiakonatu, ważny ośrodek administracyjny,
- 1266 – Santok opanowany przez margrabiów brandenburskich wchodzi w skład Nowej Marchii,
- 1278–1296 – przejściowo pod panowaniem Przemysła II,
- 1296 – ponownie w posiadaniu Brandenburgii,
- 1365–1370 – włączony jako lenno do Królestwa Polskiego przez Kazimierza Wielkiego,
- 1370 – wójt margrabiego brandenburskiego Ottona Wittelsbacha Hasso von Wedel z Krępcewa podstępem opanowuje zamek
- 1397 – Zygmunt Luksemburski oddaje Santok w zastaw zakonowi joannitów
- 1402 – pod panowaniem Krzyżaków,
- 1419 – wojska polskie zajmują Santok na rok
- 1433 – Polacy opanowują zamek na cztery lata
- 1454 – Krzyżacy zwracają Santok i Nową Marchię Brandenburgii, upadek politycznego znaczenia Santoka
- 1701 – w państwie pruskim,
- 1731 – w wyniku katastrofalnej powodzi Warta zmienia koryto, osada zostaje przeniesiona na prawy wyższy brzeg,
- 1724 – wzniesiono ryglowy kościół,
- 1820 – wielki pożar,
- 1854 – katastrofalna powódź niszczy część wsi,
- 1857, 12 X – otwarcie stacji kolejowej i linii przechodzącej przez Santok, w biegu Pruskiej Kolei Wschodniej (Ostbahn) Berlin – Królewiec[20],
- 1858 – w związku z koniecznością zajęcia terenu pod dotychczasowym kościołem z 1764 r. pod budowę linii kolejowej, jej budowniczowie w l. 1857–58 wybudowali obecny kościół neogotycki[20]
- 1932–1934 – pierwsze badania archeologiczne grodu prowadzone przez Berlińskie Państwowe Muzeum Prehistoryczne,
- 1945 – Santok ponownie w Polsce,
- 1958–1965 – badania archeologiczne prowadzone przez Instytut Archeologii i Etnologii PAN,
- 1997 – uroczyste obchody 1300-lecia grodu,
- 1997–1999 – kontynuacja badań archeologicznych,
- 2005 – otwarcie Muzeum Grodu Santok
- 2007 – kontynuacja badań archeologicznych.

## Zabytki
Do wojewódzkiego rejestru zabytków wpisane są:
- kościół fil. pw. św. Józefa, neogotycki z 1858 r., na wyposażeniu późnogotycki krucyfiks z XVI w.
- dzwonnica wiejska, szachulcowa, z 1764 r.
- wieża widokowa z 1936 roku, w miejscu gródka pomorskiego z XI w. i zameczku rycerskiego z XV w.

inne zabytki:
- grodzisko z X – XIII w., średniowieczne, pierścieniowate
- domy szachulcowe, najstarszy z 1825 r.
- resztki umocnień południowej części odcinka Wału Pomorskiego (Die Pommernstellung) – Linii Noteci (Netzestellung) zachowały się na terenie Santoka.

## Sport
Działa tu piłkarski Klub Sportowy „Kasztelania” Santok, który został założony w 1946 roku i występujący w gorzowskiej klasie okręgowej.